# 黄巍 (1980年)
黄巍（1980年9月—），中华人民共和国政治人物，山西原平人，中国共产党党员。本科、硕士均毕业于清华大学化学工程系，曾任中共临汾市委副书记、中共洪洞县委书记，山西省住建厅党组书记、厅长等职务。

## 生平
1997年，黄巍通过保送进入清华大学化学工程系就读。根据清华校友总会的报道，黄巍本科毕业设计的导师是院士金涌。本科毕业后，他留在清华大学化工系攻读研究生，在反应工程实验室师从罗国华，研究高纯碳纳米管的制备。在校期间，他于2003年1月加入中国共产党。
2004年，黄巍毕业，进入普华永道，主要负责内部控制审计。2005年，他离开普华永道，加入中国神华集团成立不久的子公司中国神华煤制油化工有限公司，回归本行，担任工艺工程师。当时公司成立不久，技术团队不大，黄巍同时参与内蒙古鄂尔多斯煤直接液化项目、包头煤制烯烃项目、陕西榆林甲醇项目等多个项目。起初，黄巍的工作内容主要是煤气化单元基础工艺模拟计算。后来，他升任神华陶氏榆林煤化工总协调人兼技术经理。之后，他曾作为神华俄罗斯煤制油一体化项目经理赴俄罗斯与俄方企业谈判。
2011年，潞安矿业集团引进高端人才，黄巍被选中，出任集团副总经理，分管煤化工。
2017年7月，黄巍被任命为共青团山西省委书记。这使得黄巍成为继1980年5月出生的时任共青团河南省委书记王艺之后中国第二位“80后”共青团省委书记。同时，他也超越王艺，成为当时中国最年轻的正厅级干部。
2019年1月，任山西焦煤集团有限责任公司党委副书记、副董事长、总经理。
2020年任中共洪洞县委书记（正厅级）。同年，他被任命为中共临汾市委副书记，并继续担任中共洪洞县委书记。期间兼任临汾市委政法委书记。
2023年01月至2024年11月，任山西省住房和城乡建设厅党组书记、厅长。
2024年11月，任国家安全生产应急救援中心党委副书记、分管日常工作的副主任（正司局长级）。